# Équipe cycliste Flandria

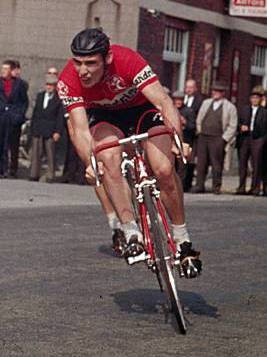
Willy Bocklant avec le maillot de l'équipe en 1967.

L'équipe cycliste Flandria est une équipe cycliste belge professionnelle ayant pour sponsor le fabricant de bicyclettes et motos Flandria, créée en 1957 et qui a disparu à la fin de la saison 1979. Durant la majeure partie de son existence, l'équipe est dirigée par Briek Schotte.
À ses débuts, l'équipe est construite autour de deux leaders : Jef Planckaert et Rik Van Looy. Les jeunes Peter Post, Herman Van Springel et Walter Godefroot portent tous le célèbre maillot rouge et blanc à leurs débuts.
Après la retraite de Van Looy, le Belge Freddy Maertens reprend le flambeau du leadership. Sa rivalité avec Eddy Merckx reste célèbre à cette époque. L'Irlandais Sean Kelly commence également sa carrière professionnelle chez Flandria, en tant qu'équipier de Maertens.

## Histoire de l'équipe
En 1957 et 1958, Flandria fait son apparition dans le peloton en tant que sponsor individuel de coureurs. En 1958, le cycliste belge Leon Van Daele, alors membre de l'équipe Faema remporte Paris-Roubaix, en ignorant les consignes d'équipe. En effet, en attaquant à 300 mètres de l'arrivée, il surprend les favoris que sont Rik Van Steenbergen, Miguel Poblet et surtout il piège son leader Rik Van Looy. Non conservé, il est alors à la recherche d'une nouvelle équipe. Il rencontre le propriétaire de la compagnie Flandria, Pol Claeys (1933-2011) et lui raconte ses problèmes. Là-dessus, Claeys, amateurs de cyclisme décide de créer sa propre équipe. Lors de sa première saison, l'équipe Flandria-Dr.Mann gagne 44 courses et Van Daele en remporte huit, dont Gand-Wevelgem,. Le maillot est rouge à bande blanche. En 1960, la firme s'associe à Wiels. 
À la fin de la saison 1961, une partie de la structure Faema fusionne avec l'équipe Flandria pour devenir Flandria-Faema. En 1962, emmenée par Rik Van Looy et sa garde rouge, Flandria-Faema est l'équipe la plus couronnée du peloton. Van Looy remporte le Tour des Flandres, Paris-Roubaix et Gand-Wevelgem, Jef Planckaert s'adjuge Liège-Bastogne-Liège et Paris-Nice. Au total, l'équipe remporte 129 victoires.
Briek Schotte rejoint l'équipe en 1963. Il la dirige jusqu'en 1979, à l'exception de 1971 à 1973. En 1974, deux équipes Flandria font partie du peloton ; l'une court sous licence française (Merlin Plage-Shimano-Flandria) et l'autre sous licence belge (Carpenter-Confortluxe-Flandria), ce qui entraîne une polémique vis-à-vis de la concurrence. L'équipe française, emmenée par Cyrille Guimard disparaît à la fin de la saison.
Lorsque la société Flandria fait faillite en 1979, l'équipe cycliste cesse d'exister.
Au cours de son existence, l'équipe compte dans ses rangs plusieurs champions : Roger et Eric de Vlaeminck, Jef Planckaert, Rik Van Looy, Freddy Maertens, Walter Godefroot, Joaquim Agostinho, Sean Kelly, Michel Pollentier, Eric Leman et Joop Zoetemelk. En 1962, 1970 et 1973, l'équipe remporte la Coupe du monde intermarques.

## Principales victoires

### Classiques
- Tour des Flandres : Rik Van Looy (1962), Noël Foré (1963), Walter Godefroot (1968), Eric Leman (1970), Evert Dolman (1971)
- Paris-Roubaix : Rik Van Looy (1962), Peter Post (1964), Walter Godefroot (1969) et Marc Demeyer (1976)
- Liège-Bastogne-Liège : Jef Planckaert (1962), Willy Bocklant (1964), Walter Godefroot (1967) et Roger De Vlaeminck (1970)
- Paris-Tours : Guido Reybrouck (1964) et Freddy Maertens (1975)
- Gand-Wevelgem : Leon Van Daele (1959), Walter Godefroot (1968), Freddy Maertens (1975 et 1976)
- Tour de Lombardie : Jean-Pierre Monseré (1969)
- Bordeaux-Paris : Walter Godefroot (1969), Herman Van Springel (1975)
- Paris-Luxembourg : Eric De Vlaeminck (1970)
- Flèche wallonne : Roger De Vlaeminck (1971) et André Dierickx (1973)
- Paris-Bruxelles : Marc Demeyer (1974), Freddy Maertens (1975)
- Grand Prix de Francfort : Walter Godefroot (1974) et Freddy Maertens (1976)
- Amstel Gold Race : Freddy Maertens (1976)

### Courses par étapes
- Tour du Nord : Willy Truye (1960)
- Quatre Jours de Dunkerque : Jef Planckaert (1960 et 1963), Roger De Vlaeminck (1971), Freddy Maertens (1973, 1975, 1976 et 1978) et Walter Godefroot (1974)
- Paris-Nice : Jef Planckaert (1962) et Freddy Maertens (1977)
- Tour de Romandie : Willy Bocklant (1963) et Wilfried David (1973)
- Tour de Catalogne : Freddy Maertens (1977)
- Tour de Suisse : Michel Pollentier (1977)
- Semaine Catalane : Freddy Maertens (1977)
- Critérium du Dauphiné libéré : Michel Pollentier (1978)

## Résultats sur les grands tours
| - Tour de France - 14 participations (1962, 1963, 1964, 1965, 1969, 1970, 1971, 1972, 1973, 1974, 1975, 1976, 1978, 1979) - 37 victoires d'étapes - 1 en 1962 : Huub Zilverberg - 1 en 1963 : Frans Brands - 2 en 1965 : Guido Reybrouck (2) - 1 en 1967 : Walter Godefroot - 3 en 1968 : Walter Godefroot (2) et Eric Leman - 1 en 1969 : Eric Leman - 1 en 1970 : Roger De Vlaeminck - 3 en 1971 : Eric Leman (3) - 3 en 1973 : Walter Godefroot (2) et Wilfried David - 2 en 1974 : Ronald De Witte et Michel Pollentier - 3 en 1975 : Ronald De Witte, Michel Pollentier et Walter Godefroot - 9 en 1976 : Freddy Maertens (8) et Michel Pollentier - 4 en 1978 : Freddy Maertens (2), Sean Kelly et Marc Demeyer - 3 en 1979 : René Bittinger, Marc Demeyer et Joaquim Agostinho - 6 classements annexes - Classement des sprints intermédiaires : Eric Leman (1969), Pieter Nassen (1971) et Marc Demeyer (1973 et 1975) - Classement par points : Freddy Maertens (1976 et 1978) | - Tour d'Italie - 5 participations (1962, 1964, 1965, 1973, 1977) - 17 victoires d'étapes - 5 en 1962 : Willy Schroeders, Armand Desmet, Huub Zilverberg et Rik Van Looy (2) - 1 en 1964 : Walter Boucquet - 1 en 1965 : Frans Brands - 10 en 1977 : Freddy Maertens (7), Marc Demeyer (2) et Michel Pollentier - 1 classement final - Michel Pollentier (1977) - 2 classements annexes - Classement par équipes : 1962 et 1977 | - Tour d'Espagne - 4 participations (1963, 1971, 1976, 1977) - 19 victoires d'étapes - 1 en 1963 : Josep Segú - 1 en 1971 : Joop Zoetemelk - 3 en 1976 : Dirk Ongenae (2) et Arthur Van De Vijver - 14 en 1977 : Freddy Maertens (13) et Michel Pollentier - 1 classement final - Freddy Maertens (1977) - 3 classements annexes - Grand Prix de la montagne : Julio Jiménez (1963) et Joop Zoetemelk (1971) - Classement par points : Freddy Maertens (1977) |

## Effectifs

### 1975
| Effectif 1975                     | Effectif 1975     | Effectif 1975 | Effectif 1975                        |
| Cycliste                          | Date de naissance | Pays          | Équipe précédente                    |
| --------------------------------- | ----------------- | ------------- | ------------------------------------ |
| Christian Ardouin                 | 18 avril 1952     | France        | Merlin Plage-Shimano-Flandria (1974) |
| Eddy Cael                         | 24 octobre 1945   | Belgique      |                                      |
| Raphaël Coene                     | 5 novembre 1950   | Belgique      | Merlin Plage-Shimano-Flandria (1974) |
| Carlos Cuyle                      | 25 janvier 1953   | Belgique      |                                      |
| Wilfried David                    | 22 avril 1946     | Belgique      | Peugeot-BP-Michelin (1972)           |
| Ronald De Witte                   | 21 octobre 1946   | Belgique      | Peugeot-BP-Michelin (1972)           |
| Régis Delépine                    | 22 décembre 1946  | France        | Merlin Plage-Shimano-Flandria (1974) |
| Marc Demeyer                      | 19 avril 1950     | Belgique      | KSV Deerlijk (1971)                  |
| Robert Fontaine                   | 12 février 1950   | Belgique      |                                      |
| Walter Godefroot                  | 2 juillet 1943    | Belgique      | Peugeot-BP-Michelin (1972)           |
| Cyrille Guimard                   | 20 janvier 1947   | France        | Merlin Plage-Shimano-Flandria (1974) |
| Eric Jacques                      | 31 juillet 1953   | Belgique      |                                      |
| Freddy Maertens                   | 13 février 1952   | Belgique      |                                      |
| Gerard Martens                    | 29 décembre 1948  | Belgique      |                                      |
| Gérard Moneyron                   | 17 janvier 1948   | France        | Merlin Plage-Shimano-Flandria (1974) |
| Michel Pollentier                 | 13 février 1951   | Belgique      |                                      |
| Jean-Jacques Sanquer              | 29 novembre 1946  | France        | Merlin Plage-Shimano-Flandria (1974) |
| José Sersté (2 mai–31 déc., note) | 7 juillet 1943    | Belgique      |                                      |
| Roger Vandemaele                  | 1 février 1953    | Belgique      |                                      |
| Arthur Van De Vijver              | 29 février 1948   | Belgique      |                                      |
| Marcel Van der Slagmolen          | 18 décembre 1952  | Belgique      |                                      |
| Julien Van Geebergen              | 15 juin 1948      | Belgique      |                                      |
| Herman Vanspringel                | 14 août 1943      | Belgique      | MIC-Ludo-de Gribaldy (1974)          |
| Daniel Verplancke                 | 21 septembre 1948 | Belgique      |                                      |
| Roger Verschaeve                  | 23 mai 1951       | Belgique      |                                      |
|                                   |                   |               |                                      |
| Source : Cycling Archives         |                   |               |                                      |

note: José Sersté, changement d'équipe